# 百日天下 (小説)
『百日天下』（ひゃくにちてんか、ドイツ語: Die hundert Tage）は、凋落期のナポレオン・ボナパルトを題材としたヨーゼフ・ロートの歴史小説。